# Peter Maurer
Peter Maurer, né le  20 novembre 1956 à Thoune (Suisse), est un historien et spécialiste du droit international humanitaire. Il est président du Comité international de la Croix-Rouge de 2012 à 2022. Le 3 novembre 2014, il est nommé au conseil de fondation du World Economic Forum, à l'origine d'une controverse au sein du CICR,.

## Biographie
Il a longtemps travaillé à la mission permanente suisse auprès des Nations unies à New York, avant et après l'admission de la Confédération suisse à l'ONU.
Il a également présidé la Commission, chargée des questions administratives et budgétaires des Nations unies et la Formation Burundi de la Commission de consolidation de la paix des Nations unies.
Secrétaire d'État aux Département fédéral des affaires étrangères à Berne de janvier 2010 à juillet 2012,
il est choisi par cooptation comme président du Comité international de la Croix-Rouge (CICR) en octobre 2011 et succède à Jakob Kellenberger le 1er juillet 2012. Le 25 novembre 2021, il annonce qu'il démissionne pour la fin septembre 2022, deux ans avant la fin de son mandat, et qu'il reprendra la direction du Basel Institute on Governance, un organisme de lutte contre la corruption lié à l'Université de Bâle.

### Rôle au CICR
Dans cette fonction, il représente le CICR sur la scène internationale et conduit la diplomatie humanitaire de l'institution. Début septembre 2012 il s'est rendu en mission en Syrie avec comme objectif de renforcer l'action humanitaire du CICR et du Croissant-Rouge arabe syrien.